# Evelyn Mok
Evelyn Mok (sinh vào ngày 29 tháng 11, 1987) là một diễn viên hài độc thoại và diễn viên đóng phim người Thụy Điển.

## Thời trẻ
Mok được sinh ra ở Thụy Điển trong một gia đình người Trung Quốc nhập cư. Bố cô đến từ Hồng Kông thuộc Anh và mẹ cô là người Trung Quốc, nhưng lớn lên ở Ấn Độ. Evelyn Mok nói tiếng Hindi và ghi nhận là người Ấn đến năm 10 tuổi.

## Sự nghiệp
Mok bắt đầu diễn hài độc thoại ở Thụy Điển nhưng sau đó đến trường Đại học Roehampton của Anh để tham gia vào chương trình Erasmus. Cô đã lọt vào vòng chung kết của giải Chortle vào năm 2013 và chia sẻ Andy Kaufman, Demetri Martin và Tony Law là những bộ truywwnj tranh yêu thích của cô. Đài Comedy Central (Thụy Điển) gọi cô là "Amy Schumer của Thụy Điển". Mok đã biểu diễn tại mỗi lễ hội Edinburgh Fringe từ năm 2013.
Mok đã xuất hiên trên các chương trình The Comedian's Comedian with Stuart Goldsmith, Mock the Week, Hypothetical, Heresy, Off Menu với Ed Gamble và James Acaster và Sam Delaney's News Thing, và cũng xuất hiên trên truyền hình Thụy Điển.
Là một diễn viên nữ, Mok đã xuất hiên trong Spider-Man: Far From Home, I Hate Suzie và The Reluctant Landlord.
Từ tháng 4 năm 2019, cô đã là người dẫn chương trình Rice to Meet You, một podcast, cùng Nigel Ng.

## Đời tư
Vào năm 2021 ở Hisingen, gần Gothenburg, Mok là nạn nhân của một vụ bạo lực vì phân biệt chủng tộc.

## Liên kết ngoại
- Website chính thức
- Evelyn Mok trên IMDb